# Burhan Sargın
Burhan Sargın, est un footballeur international turc, né à Ankara, le 11 février 1929 et mort le 15 septembre 2023.

## Carrière
Au poste d'attaquant, il est international turc à 8 reprises pour 8 buts. En 1954, pour la première fois de l'histoire de la Turquie dans une phase finale de la Coupe du monde, il marque deux buts contre l'Espagne et qualifie ainsi son pays. 
La Coupe du monde de football 1954, en Suisse, permet à son pays de se montrer. Après une défaite contre la RFA (1-4), la Turquie affronte la Corée du Sud et l'emporte largement (7-0), dont 3 buts de Burhan Sargun (37e, 64e et 70e). Il participe à deux matchs sur les trois.
Il a connu trois clubs en Turquie : Hacettepe SK, Adalet et Fenerbahçe SK

## Clubs
- 1946-1951 :  Hacettepe SK
- 1956-1958 : Adalet
- 1951-56 et 1958-61 :  Fenerbahçe SK

## Vie privée
Il est marié et a deux filles : Aslı Sargın et Nazlı Sargın.